# アールパード橋

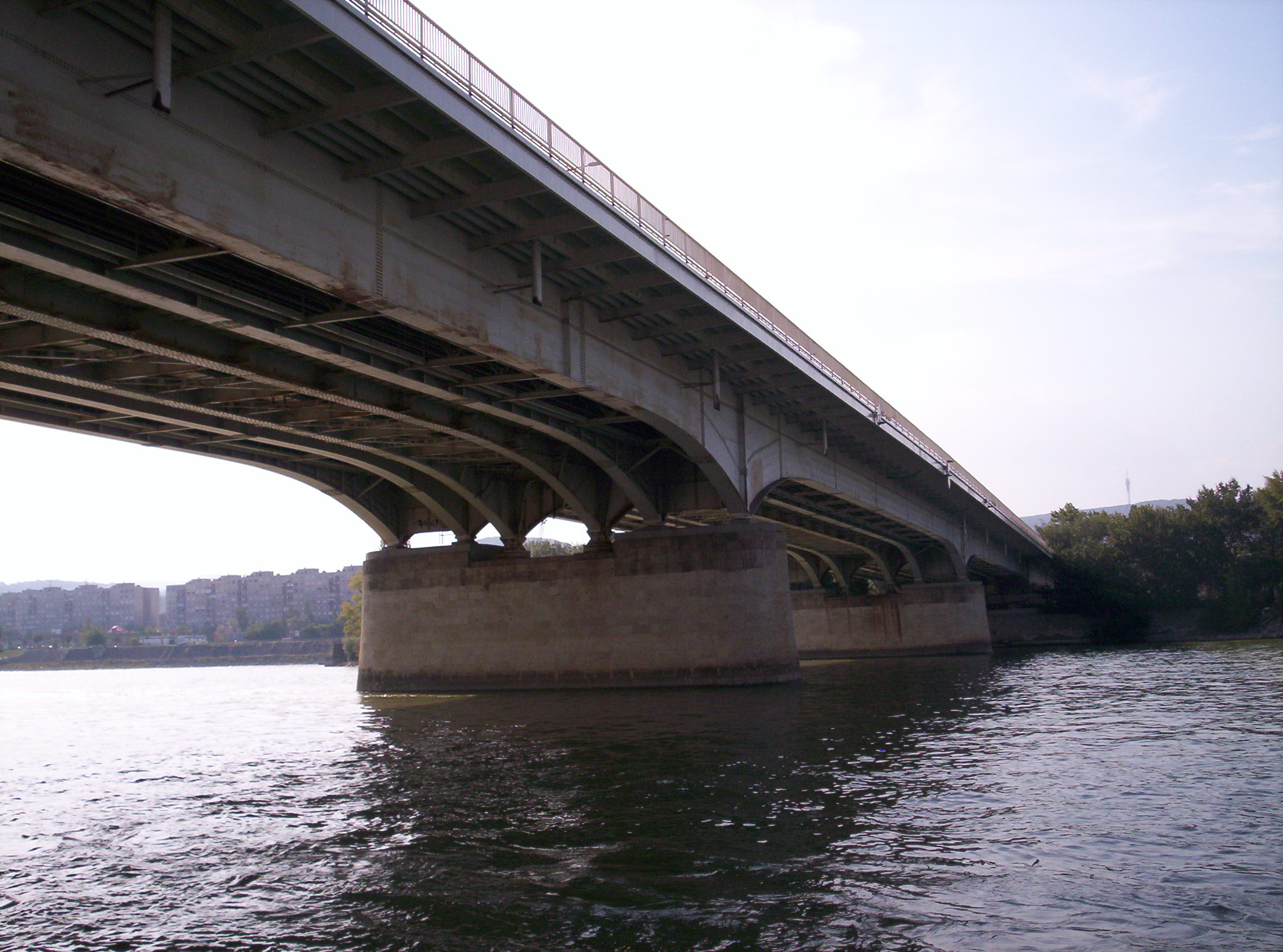
アールパード橋はブダペストで一番の幅を有す

アールパード橋（ハンガリー語: Árpád híd）とは、ハンガリーのブダペストにありオーブダ地区とペシュト地区を結ぶドナウ川にかかる橋である。

## 概要
アールパード橋はハンガリーで最も長い橋で、橋に繋がる部分を含めると約2kmの長さがあり、橋本体だけでも928mの長さがある。幅は歩道や自転車専用道路を含めて35.3mでこの幅も国内最大である。
橋のオーブダ側はフローリアーン広場とセントレーレク広場になっており、オーブダの中心地やヴァザルリ・ヴィクトルやカシャーク・ラヨシュの博物館に近い位置になっている。橋の中央部にあるマルギット島にもアールパード橋は繋がっているが、マルギット島より少しオーブダ側にあるオーブダ島にはこの橋は繋がっていない。橋のペシュト側ではブダペスト地下鉄3号線のアールパード橋駅が隣接している。

## 歴史

### 第一の橋
1939年に建設計画がコシャルカ・ヤーノシュによって持ち上がった。計画時の名称は現在と同じアールパード橋で、第二代ハンガリー大公アールパードから名を取っている。
第二次世界大戦の勃発により、この橋の建設完了は戦後の1950年11月7日となった。また、当時は共産主義治世下であったので、この橋はアールパード橋として開業せず、ヨシフ・スターリンから名を取ったスターリン橋（洪:Sztálin híd）として開業した。また、最後の工事はセーキー・カーロイとサーヴォイ・パールによって行われた。
柱は現用の配置で設置されたが、元々の橋は片側一車線及び鉄道線路（トラム用、但し鉄道橋が出来るまでは貨物列車も使用していた）、歩道の幅しかなかった。この橋の幅は13mであり、うち11mが道路及び線路、残りの1mずつが両脇の歩道であった。この時の線路の位置は現在もそのままである。
また、1958年には橋の名前がアールパード橋に改められた。

### 拡幅
1980年から1984年にかけて大規模な拡幅工事が行われ、道路を片側二車線ずつ増やし、かつ歩道を拡幅した。また、トラムの線路が橋の両端にある交差点を通る様になった。
この計画には近接するカーロイ・ローベルト通り（及びその先に続くフンガーリア通りとカールマーン・ケニュヴェシュ通り）との3車線道路及び線路の接続も含まれていた。この計画はフンガーリア・ケルギュールー（ハンガリー環状線）計画と呼ばれた。しかし、カールマーン・ケニュヴェシュ通りでは旧市街周辺しか計画が進捗せず、ラーコーツィ橋が出来るまでこの計画は続いた。